# Kota Darul Ehsan

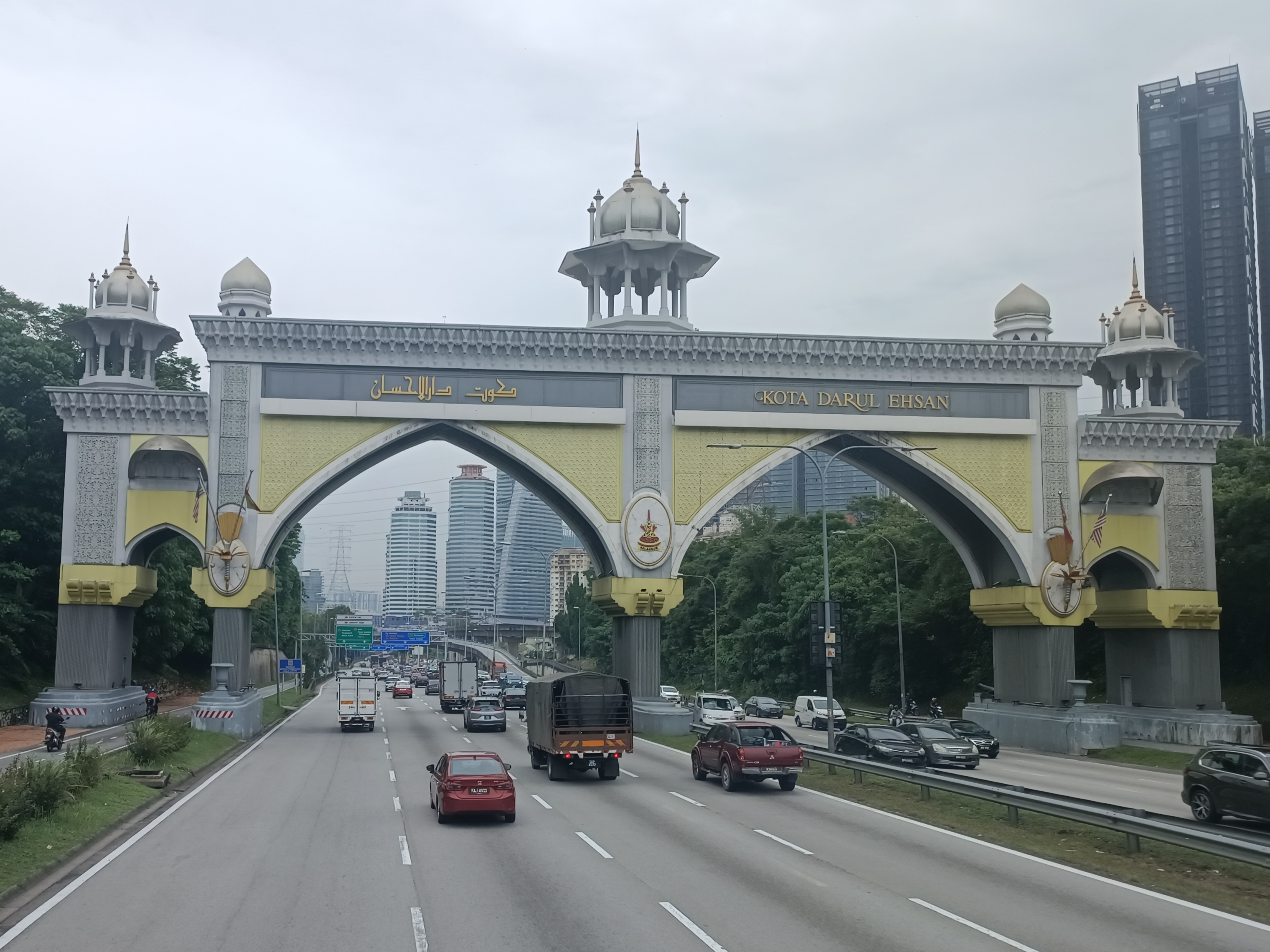
Kota Darul Ehsan

Die Kota Darul Ehsan ist ein repräsentativer Torbau, der den sechsspurigen Federal Highway in Malaysia überspannt und die Grenze zwischen dem Bundesgebiet (Wilayah Persekutuan) von Kuala Lumpur und dem malaysischen Bundesstaat Selangor markiert. 

## Architektur
Durchlass für die beiden Fahrbahnen sind zwei weitgespannte Spitzbögen, die von einer gemeinsamen schmalen attika-artigen Zone zusammengefasst werden. Bekrönt wird das Tor durch eine 
feingliedrige Laterne: Zierliche Säulen stützen die für die islamische Architektur typischen Hufeisenbögen, auf denen eine Zwiebelkuppel ruht. Zwei kleine Laternen mit schlichten Zwiebelkuppel sitzen auf den äußeren Enden der Attika. An beiden Seiten des Tors schließen sich zwei niedrige, nur bis zum Scheitelpunkt der Bögen reichende, schmalere Flügel an, die ebenfalls von Laternen mit Zwiebelkuppeln bekrönt werden und in denen sich Tore mit Hufeisenbögen öffnen als Durchlass für die Fußgängerwege. 
Auf jeder Seite des Kota Darul Ehsan sind zwei historische Kanonen installiert. An den beiden Fahnenmasten über den Scheitelpunkten der Bögen wehen die Flaggen von Malaysia und Selangor. 

## Geschichte
Zur Erinnerung an die Abtretung von Kuala Lumpur an die Bundesregierung gab der damalige Sultan von Selangor, Salahuddin Abdul Aziz, den Bau am 1. Februar 1974 in Auftrag. 1982 wurde er offiziell eröffnet und für den Straßenverkehr freigegeben. 
Koordinaten: 3° 6′ 44″ N, 101° 39′ 23″ O